# Ludwig Schleritzko

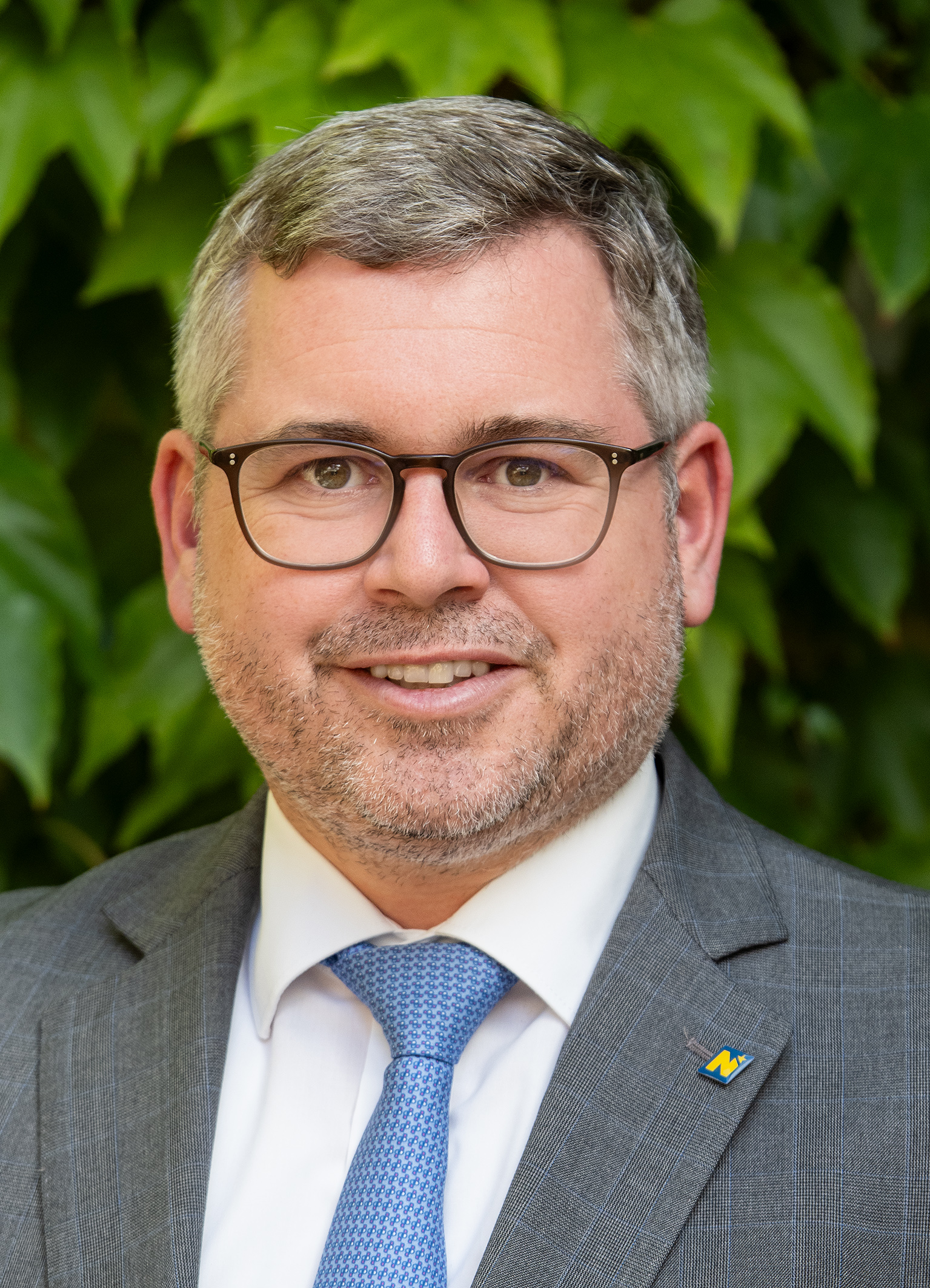
Ludwig Schleritzko (2023)

Ludwig Schleritzko (* 16. Dezember 1978 in Horn) ist ein österreichischer Politiker (ÖVP) und seit dem 19. April 2017 Landesrat in der niederösterreichischen Landesregierung. Dort war er von 22. März 2018 bis 22. März 2023 für Finanzen und die Mobilität (Straßenbau und öffentlicher Verkehr) zuständig. Seit 23. März 2023 ist er Landesrat für Finanzen und Landeskliniken.

## Leben
Schleritzko wuchs in Mödring (Stadtgemeinde Horn) auf, wo er noch heute wohnt.  Nach der Matura am Gymnasium in Horn studierte er Agrarökonomie an der Universität für Bodenkultur Wien, war danach Büroleiter der Europaparlamentarierin Agnes Schierhuber, Referent im Büro von Landesrat Josef Plank, danach Referent bei Landesrat Stephan Pernkopf sowie Referent im Büro des Bundesministers Nikolaus Berlakovich und später einer der Vorstände bei Waldland International in Friedersbach. Von 2014 bis 2017 war er Direktor des Nationalparks Thayatal. Am 19. April 2017 wurde Schleritzko als niederösterreichischer Finanzlandesrat im Landtag von Niederösterreich gewählt und angelobt.
Im Oktober 2023 wurde er zum ÖVP-Bezirksparteiobmann im Bezirk Horn gewählt.
Er ist Mitglied der katholischen Studentenverbindungen K.Ö.H.V. Nordgau Wien im ÖCV und K.Ö.St.V. Waldmark Horn im MKV.

## Familie
2019 wurde er Vater eines Sohnes.